# Saint-André-de-Bohon
Saint-André-de-Bohon é uma comuna francesa na região administrativa da Normandia, no departamento Mancha. Estende-se por uma área de 10,32 km². Em 2010 a comuna tinha 358 habitantes (densidade: 34,7 hab./km²).